# Boomkatalog.One
Boomkatalog.One är den amerikanska danspopduon Boomkats debutalbum, släppt 2003.

## Låtlista
1. "Yo!Verture" - 2:24
2. "The Wreckoning" - 3:09
3. "Now Understand This" - 3:10
4. "Wastin' My Time" - 3:49
5. "Move On" - 3:51
6. "B4 It's 2 L8" - 4:13
7. "Know Me" - 3:29
8. "Daydreamin'" - 3:53
9. "Crazylove" - 3:41
10. "Look at All the People" - 5:12
11. "Bein' Bad" - 4:17
12. "What U Do 2 Me" - 3:50
13. "Answers" - 3:59
14. "Left Side/Right Side" - 4:23